# Onze de Setembre metróállomás
Onze de Setembre egyike a Spanyolországban található barcelonai metró metróállomásainak.

## Metróvonalak
Az állomást az alábbi metróvonalak érintik:
- 9-es metróvonal
- 10-es metróvonal

## Kapcsolódó állomások
Az állomáshoz az alábbi állomások vannak a legközelebb:
- Sagrera (Sagrera, 9-es metróvonal, 10-es metróvonal)
- Bon Pastor (Gorg, 10-es metróvonal)
- Bon Pastor (Can Zam, 9-es metróvonal)